# 王文幹
王文幹，元朝将軍，漢人出身，大名南乐人，父亲是王珍。
王文幹善骑射，王珍死后，承襲行軍万户。1258年，蒙哥大汗親征南宋，東平路行軍万户严忠济、保定軍民万户张柔、真定万户史权、曲陽行軍万户邸浹、山東行尚書省兵馬都元帥張宏、水軍万户解誠、水軍万户张荣实、皇弟忽必烈率軍跟随。1259年，蒙哥死后，忽必烈正在包围鄂州，王文幹先登，中流矢，忽必烈賜以良馬、金帛。1262年（中統三年）跟随哈必赤讨平李璮的叛乱，哈必赤論功，王文幹说，升官則荣及一身，賜金則恩及麾下。于是赏赐白金二千两、器皿百事、雜綵数百縑，王文幹在軍中分赏。
同年，因李璮之乱，削减漢人世侯。父兄弟子同职在军，罷其弟子。王文幹的弟弟王文礼為千户，王文幹请求解除自己的军职，让王文礼留任。王文幹于是以文官的身份担任同知大名路总管府事、河東山西道提刑按察副使，以之前鄂州之功，昇为僉東川行枢密院事。历任全州、卫辉、东平总管，改江東建康道提刑按察使，五十八岁在任上去世。王文幹为官清廉，在其篋中，钱只有七緡。清貧不能归葬，人们以此称道。